# 演劇フルボイス!!
『演劇フルボイス!!』（えんげきふるぼいす!!）は、森ゆきえ作のギャグ漫画。

『りぼん』2005年5月号別冊付録及び『めだかの学校』6巻に収録。

## あらすじ
北康部長が王子様役と思い込んでお姫様役のオーディションを受けるひわ。同じくオーディション受けていた紗雪がオーディションをやめ、ひわに譲った。しかし、部長は村人A役になり、お王子様は校長がやることにショックを受けたひわ。

## 登場人物
彩野 ひわ（あやの ひわ）
中学1年。演劇部。
北康部長 （きたやすぶちょう）
演劇部部長、なぜかひわにラブシーンの相手と思い込まれている。
藤條 紗雪 （ふじしの さゆき）
同じ演劇部。